# Виллер-деван-ле-Тур
Вилле́р-дева́н-ле-Тур (фр. Villers-devant-le-Thour) — коммуна во Франции, находится в регионе Шампань — Арденны. Департамент коммуны — Арденны. Входит в состав кантона Асфельд. Округ коммуны — Ретель.
Код INSEE коммуны — 08356.
Коммуна расположена приблизительно в 150 км к северо-востоку от Парижа, в 65 км севернее Шалон-ан-Шампани, в 55 км к юго-западу от Шарлевиль-Мезьера.

## Население
Население коммуны на 2008 год составляло 247 человек.
| 1962 | 1968 | 1975 | 1982 | 1990 | 1999 | 2008 |
| ---- | ---- | ---- | ---- | ---- | ---- | ---- |
| 322  | 369  | 323  | 351  | 325  | 301  | 356  |

## Администрация
| Период | Период | Фамилия          | Партия | Должность |
| ------ | ------ | ---------------- | ------ | --------- |
| 2001   | 2008   | Даниель Гувернёр |        |           |
| 2008   |        | Агне Лаот        |        |           |

## Экономика

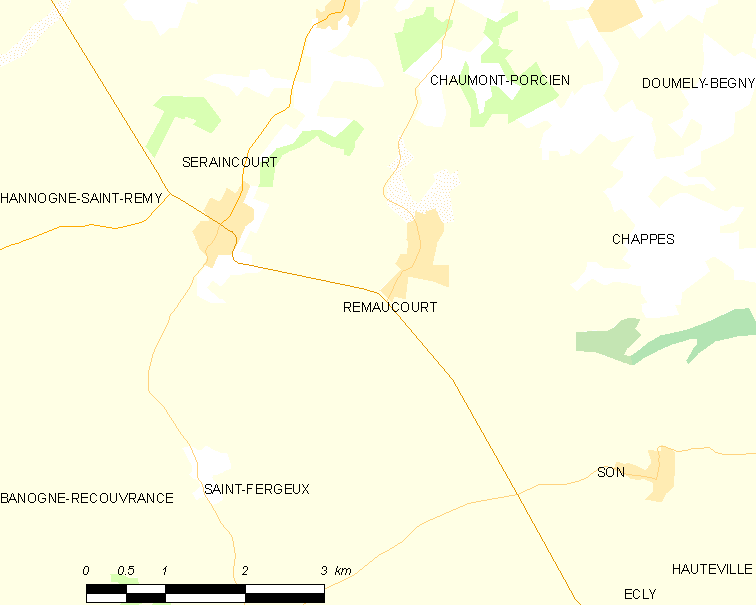
Карта коммуны

В 2007 году среди 201 человек в трудоспособном возрасте (15—64 лет) 146 были экономически активными, 55 — неактивными (показатель активности — 72,6 %, в 1999 году было 62,2 %). Из 146 активных работали 133 человека (77 мужчин и 56 женщин), безработных было 13 (6 мужчин и 7 женщин). Среди 55 неактивных 8 человек были учениками или студентами, 29 — пенсионерами, 18 были неактивными по другим причинам.